# 克勞斯·斯呂特

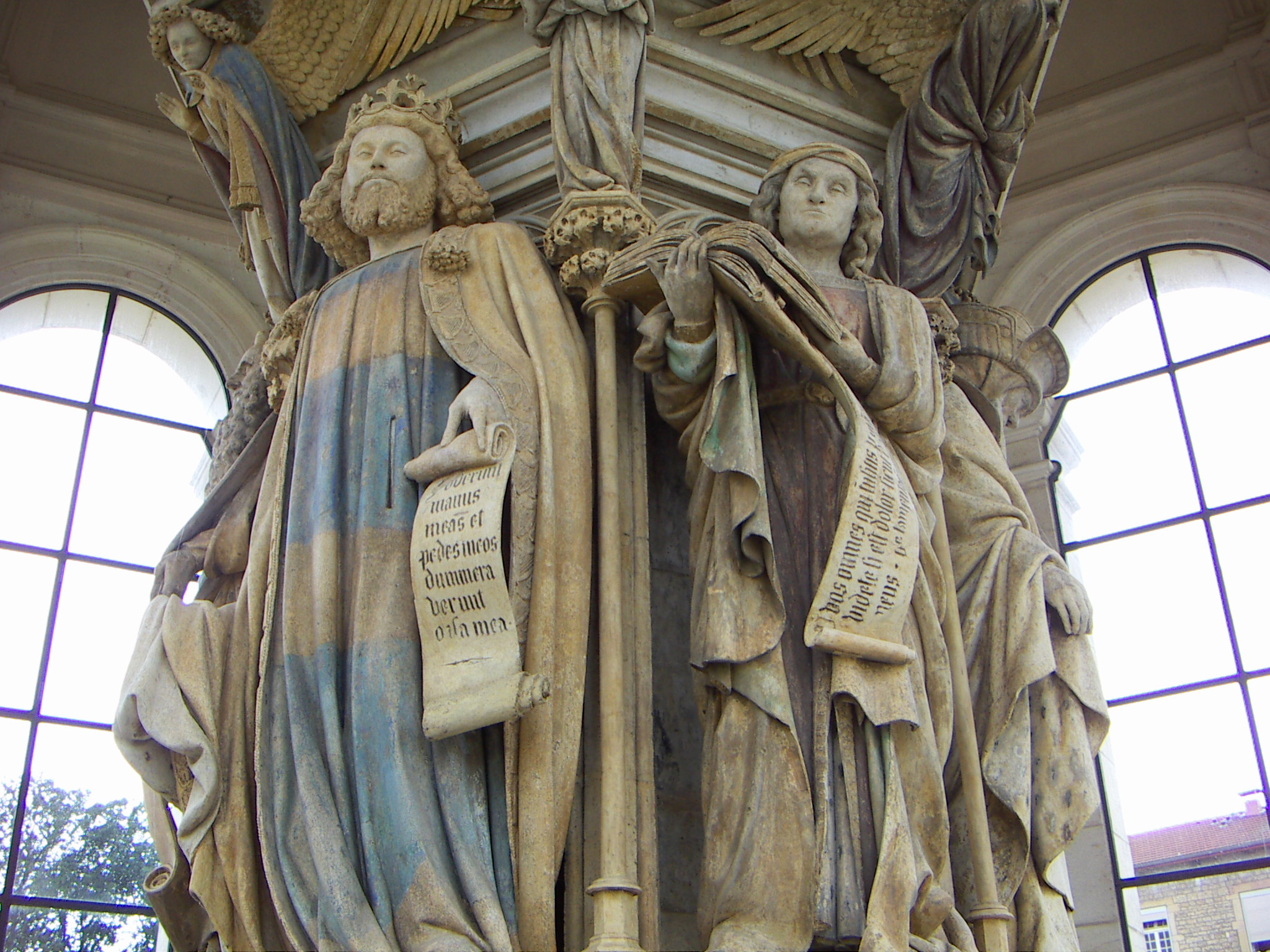
克勞斯·斯呂特名作《摩西之井》

克勞斯·斯呂特（Claus Sluter，1340年代-1405/06年）  是一位14世紀荷蘭裔雕刻家， 他被當做是北方文藝復興的先驅之一。

## 生平
克勞斯·斯呂特出生於哈勒姆，可能曾在布魯塞爾工作過一段時間，後來搬到了第戎。1385年至89年間在第戎為讓·德·馬維爾當助手，後來成為勃艮第公爵勇敢的菲利普之宮廷雕刻師。1389年至逝世期間他基本都呆在第戎，最後也在此地逝世。他死後其職位由外甥克勞斯·德·韋文繼承。
他復興了古羅馬時代的古典雕刻技術，他雕刻的人物表情生動。栩栩如生。其中最著名的作品是1395年至1403年的《摩西之井》，菲利普二世的墓也是由斯呂特設計的。